# تيري دوبسون
تيري دوبسون (بالإنجليزية: Terry Dobson)‏ هو لاعب آيكيدو ‏ أمريكي، ولد في 9 يونيو 1937 في كامبريدج في الولايات المتحدة، وتوفي في 2 أغسطس 1992 في إنفرنيس في الولايات المتحدة.